# Marija Rjemjen'
Marija Vitaliïvna Rjemjen' (in ucraino Марія Віталіївна Рємєнь?; Makiïvka, 2 agosto 1987) è una velocista ucraina.

## Palmarès
| Anno | Manifestazione   | Sede           | Evento      | Risultato  | Prestazione | Note |
| ---- | ---------------- | -------------- | ----------- | ---------- | ----------- | ---- |
| 2009 | Europei under 23 | Kaunas         | 100 m piani | 7ª         | 11"66       |      |
| 2009 | Europei under 23 | Kaunas         | 4×100 m     | 8ª         | 54"69       |      |
| 2009 | Mondiali         | Berlino        | 4×100 m     | Batteria   | 43"77       |      |
| 2010 | Europei          | Barcellona     | 100 m piani | 5ª         | 11"31       |      |
| 2010 | Europei          | Barcellona     | 4×100 m     | Oro        | 42"29       |      |
| 2011 | Europei indoor   | Parigi         | 60 m piani  | Argento    | 7"15        |      |
| 2011 | Mondiali         | Taegu          | 200 m piani | Semifinale | 23"94       |      |
| 2011 | Mondiali         | Taegu          | 4×100 m     | Bronzo     | 42"51       |      |
| 2012 | Europei          | Helsinki       | 200 m piani | Oro        | 23"05       |      |
| 2012 | Giochi olimpici  | Londra         | 4×100 m     | Bronzo     | 42"04       |      |
| 2013 | Europei indoor   | Göteborg       | 60 m piani  | Oro        | 7"10        |      |
| 2013 | Universiadi      | Kazan'         | 4×100 m     | Oro        | 42"77       |      |
| 2013 | Mondiali         | Mosca          | 200 m piani | 7ª         | 22"84       |      |
| 2013 | Mondiali         | Mosca          | 4×100 m     | Batteria   | 43"12       |      |
| 2016 | Europei          | Amsterdam      | 200 m piani | Batteria   | 23"67       |      |
| 2016 | Europei          | Amsterdam      | 4×100 m     | 4ª         | 42"87       |      |
| 2016 | Giochi olimpici  | Rio de Janeiro | 4×100 m     | 6ª         | 42"36       |      |